# Tratta bancaria
La tratta bancaria (in inglese Bank Draft) è un titolo di credito emesso da una banca a valere su fondi che lo stesso ente ha in deposito presso un altro ente bancario.
Questo strumento permette di effettuare più rapidamente un pagamento rispetto alla trasmissione un assegno bancario da parte di un cliente, nel caso in cui gli istituti di credito siano fisicamente distanti uno dall'altro.